# ADC a pipeline
Un ADC a pipeline è un convertitore analogico-digitale (ADC) che offre ottime prestazioni dal punto di vista del throughput (sebbene inferiori al flash ADC) e che copre un ampio range di risoluzioni. Per quanto riguarda il throughput ad oggi andiamo da velocità di conversione di 200 MSPS per le risoluzioni più basse a 1 MSPS per le risoluzioni più alte. Le risoluzioni tipiche vanno dagli 8 ai 24 bit.
Il Pipeline è largamente usato perché accompagna, accanto ad elevate velocità di conversione, anche costi di costruzione e ingombro molto inferiori ai flash di uguale risoluzione.
Questa considerazione è verificabile nella tabella sottostante che mette a confronto un flash a 9 bit con un pipeline di eguale risoluzione.
Nella tabella è riportato anche il caso più generale di un convertitore a m bit. In questo caso con p indichiamo il numero di stadi da cui è composto il pipeline e con n il numero di bit in uscita da ogni singolo stadio.
|       | Flash     | Flash       | Pipeline  | Pipeline    |
|       | Resistori | Comparatori | Resistori | Comparatori |
| 9 bit | 512       | 511         | 24        | 21          |
| m bit | 2m        | 2m-1        | p*2n      | p*(2n-1)    |

## Principio di funzionamento

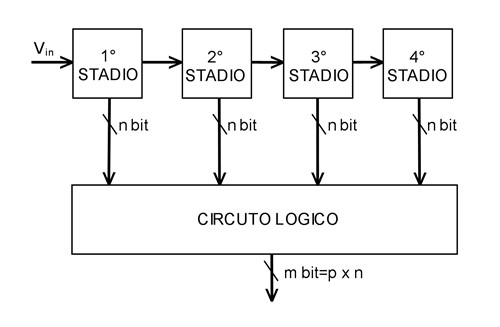
Schema a blocchi di un ADC a pipeline

Il pipeline è composto da più stadi collegati in cascata.
Il circuito logico non modifica l'uscita dei singoli stadi, ma introduce solo un ritardo, in quanto prima di rendere il campione disponibile in uscita, bisogna aspettare che sia passato attraverso tutti gli stadi. Quindi l'uscita finale ad m bit altro non è che la sequenza delle uscite dei singoli stadi. Quindi alla fine si ottiene un numero di bit pari al numero di bit in uscita da ogni stadio moltiplicati per il numero p di stadi(nello schema abbiamo 4 stadi).

### Analisi di un singolo stadio

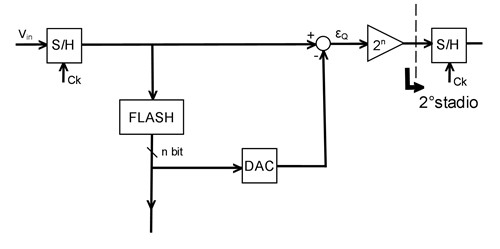
Primo stadio di un ADC a pipeline

Analizziamo ora il primo stadio. È da notare che tutti gli stadi sono uno identico all'altro, quindi è sufficiente spiegare il funzionamento del primo per capire come funziona tutta la struttura.
Innanzitutto il segnale analogico d'ingresso viene campionato da un campionatore Sample&Hold, che ne preleva l'ampiezza in corrispondenza del fronte di salita(o di discesa) del segnale di clock e lo mantiene costante fino al fronte di salita successivo.
Il campione va in ingresso a un convertitore flash a n bit che ne fa la conversione analogica digitale. Il campione digitale così ottenuto costituisce l'uscita dello stadio.
Il campione digitale in uscita dal flash, oltre che essere l'uscita dello stadio, costituisce l'ingresso di un convertitore digitale-analogico, che fornisce in uscita nuovamente un campione analogico, che però differisce da quello originale, in quanto è affetto dall'errore di quantizzazione introdotto dal flash.
Il campione così ottenuto va in ingresso a un sommatore che ne fa la differenza col campione analogico originale, ottenendo come risultato appunto l'errore di quantizzazione.
Infine l'errore di quantizzazione va in ingresso a un amplificatore di guadagno 2n, in modo da poter sfruttare al massimo l'intervallo di conversione del flash e l'uscita dell'amplificatore costituisce l'ingresso del 2ºstadio. Gli stadi successivi al primo quindi non fanno altro che convertire l'errore di quantizzazione.

#### Esempio di funzionamento
Analizziamo meglio il funzionamento tramite un esempio numerico. Poniamo di avere un pipeline a 2 stadi e che in ogni stadio ci sia un flash con risoluzione di 3 bit in grado di convertire tensioni in un range da 0 a 8 volt.
Definiamo Vref come la massima tensione convertibile dal flash. La risoluzione del flash in termini di ampiezza sarà: {\displaystyle R}={\displaystyle {\frac {Vref}{2^{n}}}}={\displaystyle {\frac {8}{2^{3}}}}={\displaystyle 1V}
A questo punto supponiamo di avere in ingresso al flash un campione di 4,3 V. Il sistema tradurrà questo campione con il codice binario 100, ossia con un 4. A questo punto all'uscita del sommatore avrò appunto la differenza tra la tensione originale e quella convertita ossia l'errore di quantizzazione εQ=4,3-4=0,3V
Si nota subito che l'errore di quantizzazione per sua definizione è inferiore alla risoluzione del convertitore, infatti si genera proprio per questo motivo.
Quindi per essere convertito dal 2ºflash(che è identico al primo) deve necessariamente essere amplificato. In uscita dall'amplificatore otteniamo una tensione 0,3*23=2,4V
Questa tensione viene convertita dal secondo flash ottenendo il codice binario 010 corrispondente a 2.
Se andiamo a leggere le uscite dei 2 stadi in sequenza otteniamo il codice 100 010, ossia {\displaystyle {\frac {2^{5}+2^{1}}{2^{3}}}}={\displaystyle {\frac {34}{8}}}=4,25V
Notiamo che con l'aggiunta del secondo stadio l'errore di quantizzazione si riduce, passando da 0,3 V a 0,05V.
Continuando ad aggiungere stadi si va a diminuire l'errore di quantizzazione, ottenendo così approssimazioni sempre migliori del segnale originale.
Di contro l'aumento del numero di stadi fa aumentare anche proporzionalmente il costo del Pipeline oltre che il throughput.
L'esempio rende chiaro che dal primo stadio si ottengono gli MSB e via via i bit meno significativi dagli altri stadi. Quindi il primo stadio è il punto più critico del sistema in quanto è quello dove commetto l'errore più significativo, e che quindi devo progettare con maggior cura. Proprio per questo motivo spesso il primo stadio ha un flash con più bit rispetto agli stadi successivi, sia per ridurre l'errore di quantizzazione, sia per rendere meno significativi eventuali errori nella conversione.

## Tempo di latenza e Tempo di conversione
Si definisce tempo di latenza il tempo necessario affinché il primo campione convertito sia disponibile in uscita al convertitore.
Nel caso del pipeline il tempo di latenza sarà uguale al tempo necessario affinché il primo campione sia passato attraverso tutti gli stadi, quindi sarà uguale al tempo di clock moltiplicato il numero di stadi.
È da notare che il tempo di conversione differisce dal tempo di latenza, in quanto già dal secondo campione è necessario attendere un solo intervallo di clock per avere il dato disponibile sull'uscita.
La tabella sottostante chiarisce quanto appena detto. Sulla prima colonna sono indicati gli istanti di clock e sulla prima riga gli stadi del pipeline. D1 rappresenta il primo campione, che durante il primo periodo di clock si troverà nel primo stadio. Al secondo istante di clock il primo stadio avrà terminato di elaborare D1 che passerà al secondo stadio; quindi il primo stadio inizierà ad elaborare il secondo campione D2. La procedura continuerà iterativamente, finché D1 non arriverà al quarto e ultimo stadio. A questo punto dopo 4 istanti di clock D1 sarà disponibile in uscita al pipeline. Si nota che non è necessario aspettare altri 4 istanti di clock perché anche il secondo campione D2 sia disponibile in uscita. Infatti D2 sarà presente in uscita all'istante di clock. Questo esempio chiarisce come il tempo di conversione sia pari a un periodo di clock, in quanto ad ogni istante di clock ho un nuovo campione disponibile in uscita. Il tempo di latenza invece sarà di 4 istanti di clock, in quanto è il tempo necessario affinché il primo campione sia presente in uscita.
|      | 1º stadio | 2º stadio | 3º stadio | 4º stadio |
| Tck  | D1        | X         | X         | X         |
| 2Tck | D2        | D1        | X         | X         |
| 3Tck | D3        | D2        | D1        | X         |
| 4Tck | D4        | D3        | D2        | D1        |
| 5Tck | D5        | D4        | D3        | D2        |

Da questa tabella si capisce anche la necessità del circuito logico, che deve introdurre dei ritardi alle uscite dei singoli stadi perché appunto il campione convertito non è tutto disponibile subito in uscita, ma deve passare attraverso tutti gli stadi e per fare questo impiega diversi istanti di clock.